# بلبلک
بلبلک، روستایی از توابع بخش جره و بالاده شهرستان کازرون در استان فارس ایران است.

## جمعیت
این روستا در دهستان جره قرار دارد و براساس سرشماری مرکز آمار ایران در سال ۱۳۸۵، جمعیت آن ۱۳۴ نفر (۳۰خانوار) بوده‌است.